# Middle Aston
Middle Aston est une paroisse civile et un hameau de l'Oxfordshire, en Angleterre.